# ضیافت عشق (فیلم ۲۰۰۷)
ضیافت عشق(2007) (انگلیسی: Feast of Love) فیلمی در ژانر رمانتیک و درام به کارگردانی رابرت بنتون است که در سال ۲۰۰۷ منتشر شد.

## خلاصه فیلم
هری و همسرش در غم و اندوه از دست دادن پسرشان هستند که به علت زیاده روی در مصرف هروئین جان خود را از دست داده‌است. همچنین هری که یک پروفسور است دست از کار کشیده‌است و بیشتر وقت خود را در یک کافه که به وسیله دوستش برادلی اداره می‌شود سپری می‌کند.

## بازیگران
- مورگان فریمن
- گرگ کینر
- رادا میشل
- سلما بلیر
- توبی همینگوی
- استانا کاتیک
- فرد وارد
- بیلی برک
- الکسا داوالس
- جین الکساندر
- میسی پایل
- اسکات پاتریک گرین
- شنون لوچیو
- مارگو مارتیندال